# Inventions of an Idiot
Inventions of an Idiot è un cortometraggio muto del 1909. Il nome del regista non viene riportato nei credit del film.

## Trama
Un amico visita nel suo laboratorio un eccentrico inventore. Per il malcapitato, al quale l'amico illustra e mostra tutte le sue strampalate invenzioni, la visita si trasforma in una sorta di incubo fino a quando non riesce a filarsela.

## Produzione
Il film fu prodotto dalla Lubin Manufacturing Company.

## Distribuzione
Distribuito dalla Lubin Manufacturing Company, il film - un breve cortometraggio della lunghezza di 89,9 metri - uscì nelle sale cinematografiche statunitensi il 26 aprile 1909. Nelle proiezioni, veniva programmato con il sistema dello split reel, accorpato in un'unica bobina con un altro cortometraggio prodotto dalla Lubin, il western Why the Mail Was Late.